# Frank McLintock
Frank McLintock (28 de dezembrode 1939, Glasgow) é um ex-jogador de futebol escocês.

## Biografia.
Nascido em Glasgow, McLintock começou a carreira nos juvenis do Shawfield F.C., antes de se transferir para o Leicester, em 1957, fazendo sua estreia pelo clube em 1959. Nos sete anos em que esteve no Leicester, chegou às finais de duas Copas da Inglaterra ,em 1961 e 1963, embora tenha perdido as duas, e um título da Copa da Liga Inglesa, em 1964. Durante esse tempo, ele também fez sua estreia pela Seleção da Escócia, contra a Noruega, em 4 de junho de 1963. Em outubro de 1964, McLintock foi contratado pelo Arsenal, onde ficou por 9 temporadas, chegando às finais de duas copas da Liga em 1968 e 1969, perdendo as duas.Em 1969-1970, ganhou a Taça das Cidades com Feiras, onde o Arsenal ganhou do Anderlecht nas finais. Na temporada seguinte, ganhou a Copa da Liga e a Copa da Inglaterra. Em junho de 1973,foi vendido para o Q.P.R., onde ficou até 1977. Após a aposentadoria como jogador de futebol, McLintock teve uma passagem mal-sucedida como treinador no Leicester City, terminando na última posição da Division One,e consequentemente,sendo rebaixado. Entre 1984 e 1987,também foi treinador do Brentford.

## Honrarias
- Hall da Fama do Futebol Inglês: 2009[1]
- Hall da Fama do Futebol Escocês: 2011[2]